# ウェーク島の戦い
ウェーク島の戦い（ウェークとうのたたかい、Battle of Wake Island）は第二次世界大戦における日本軍とアメリカ軍の戦い。戦いの後のウェーク島日本軍部隊の状況についても記す。なお当時の日本語表記は「ウエーキ島」であった。

## 概要
1941年（昭和16年）12月8日の太平洋戦争開戦直後、大日本帝国海軍は第四艦隊司令長官井上成美中将を指揮官とする南洋部隊をもって、ウェーク島の攻略作戦を開始した。本作戦は日本海軍単独で実施され、基地航空隊の空襲で始まる。アメリカ軍は海兵隊を主力とする500名と戦闘機12機を配備していた。
1941年（昭和16年）12月10日深夜、第六水雷戦隊司令官梶岡定道少将指揮下のウェーク島攻略部隊はウェーク島に到着して海軍陸戦隊による奇襲上陸の準備にかかるが、夜間にくわえて悪天候のため大発動艇の発進に失敗した。
12月11日の天明後に強行上陸作戦を敢行することにしたが、残存していたアメリカ軍の砲台とF4F戦闘機の反撃で駆逐艦2隻（疾風、如月）を喪失、損傷艦多数を出してクェゼリン環礁へ撤退した。第一次攻略作戦の失敗は、緒戦における日本側唯一の敗北となった。
第二次上陸作戦の実施するにあたり、攻略部隊には地上兵力やグアム島上陸作戦に参加していた重巡洋艦4隻や駆逐艦が増強された。また連合艦隊は、真珠湾攻撃を終えて日本本土へ帰投中の南雲機動部隊から一部兵力を分派し、ウェーク島攻略に従事させた。第二航空戦隊（蒼龍、飛龍）等は南洋部隊（井上中将）の指揮下に入り、21日からウェーク島への空襲を実施した。23日、攻略部隊は上陸を敢行、この際に哨戒艇2隻が擱座（、船を浅瀬に乗り上げさせ動けなくさせること）上陸した。激戦の末に米軍は降伏した。
米軍は空母機動部隊（レキシントン、サラトガ、エンタープライズ）による牽制攻撃やウェーク島救援を計画していたが、米軍守備隊の降伏により日本軍と交戦する機会はなかった。

## 背景
ウェーク島は、アメリカ本土とグアム、フィリピンを結ぶ作戦線上にあるアメリカ軍の中部太平洋における重要な拠点のひとつであり、日本側から見れば、日本本土とマーシャル諸島を結ぶ作戦線上に位置する楔のような存在であった。日本軍は開戦前からウェーク島の攻略を企図していたが、具体的に計画されたのは開戦直前の1941年（昭和16年）になってからであった。
中部太平洋方面の作戦は、トラック諸島を拠点にしていた第四艦隊（司令長官井上成美中将）を基幹とする南洋部隊の担任であった。南洋部隊（第四艦隊）に割り当てられていた戦域は非常に大きく、その一方で手持ちの戦力は少なかったため、ウェーク島攻略作戦は日本海軍単独での作戦（上陸部隊は海軍陸戦隊）、グアム攻略は陸軍南海支隊との協同作戦、海軍少数兵力でギルバート諸島方面攻略を実施という方針に定まった。

### ウェーク島の防備

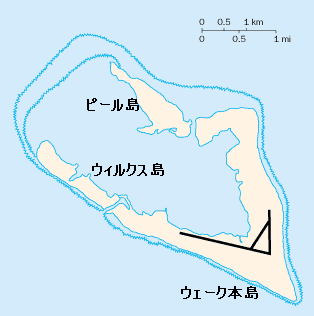
ウェーク島

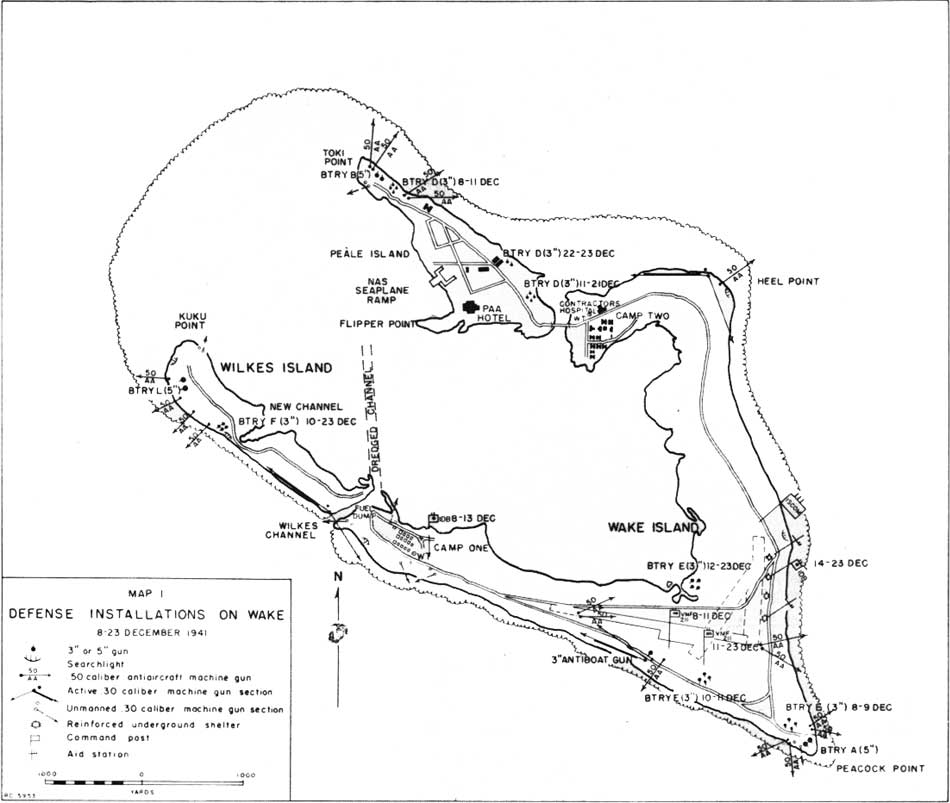
ウェーク島地図（1941年12月）

ウェーク島は1935年にパンアメリカン航空が進出して太平洋横断航空路の中継地として使用されるようになり、その後アメリカ海軍の航空基地としての防備がなされた
。
1937（昭和12）年、ワシントン条約の廃棄に伴い、軍備無制限の時代に入った。アメリカ軍は太平洋方面の軍事基地強化に熱意を示し始めたが、アメリカ議会は日本を刺激することを望まなかった。このような状況下で、1938（昭和13）年5月、アメリカ議会は、海軍長官に対して合衆国本国ならびにその属領内に潜水艦、駆逐艦、機雷敷設艦等の根拠地と海軍航空基地を追加する必要性についての調査のため、5名以上の海軍士官からなる委員会の設置を命じた。この委員会は、委員長A・J・ヘップバーン海軍少将の名前をとって、「ヘップバーン委員会」と呼称した。
1940（昭和15）年、アメリカの海軍長官はグアム島防備の強化を強く要望していたが議会は承認しなかった。しかし、ウェーク島、ミッドウェー（イースタン島）、パルミラ環礁、サモア諸島ツツイラ島、カントン島、ジョンストン島などの基地強化は承認され、1941（昭和16）年から工事が実施された。
ウェーク島については、海軍航空基地および潜水艦基地としての強化が認められ、1941年1月、施設作業班がウェーク島に到着し、工事が開始された。
滑走路の建造や水路の浚渫工事などが開始され、1941年8月には陸上機用の滑走路が完成した。また、1941年8月にハワイの海兵隊第一防禦大隊の一部178名がウェーク島へ派遣された。同年11月には、さらに約200名が派遣され、ウェーク島守備隊は388名になった。また、11月には航空基地設営要員やウェーク島の指揮官ウィンフィールド・カニンガム中佐も到着。12月4日には、空母「エンタープライズ」が第211海兵戦闘飛行隊のF4F ワイルドキャット戦闘機（以降 F4F 戦闘機）12機を輸送してきた。開戦時の人員はモリソン戦史によれば海兵隊449名（米海兵隊戦史によれば422名）、海軍68名、陸軍飛行隊5名、パンアメリカン航空70名、民間作業員1146名であった。主要な砲台は、ウェーク本島には南西端のピーコック岬と島西部、北部ヒール岬合計4箇所、ウィルクス島とピール島にはそれぞれ2箇所配され、機銃座も数箇所据えつけられていた。

## 第一次攻略戦

### 第一次攻略戦の日本側参加兵力
攻略作戦部隊はウェーク島攻略部隊、ウェーク島攻略援護隊および航空部隊からなり、以下のような編成であった。
- ウェーク島攻略部隊（指揮官：第六水雷戦隊司令官梶岡定道少将）
  - 第六水雷戦隊（第二十九駆逐隊第二小隊欠）：軽巡洋艦「夕張」、第二十九駆逐隊第一小隊（駆逐艦「追風」、「疾風」）、第三十駆逐隊（駆逐艦「睦月」、「如月」、「弥生」、「望月」）
  - 「第三十二号哨戒艇」、「第三十三号哨戒艇」
  - 特設巡洋艦「金剛丸」、「金龍丸」
  - 第二十七潜水隊（「呂号第六十五潜水艦」、「呂号第六十六潜水艦」、「呂号第六十七潜水艦」）
  - 陸戦隊：舞鶴特別陸戦隊の一個中隊（内田中隊約350名[31]）、第六根拠地隊の一個中隊（高野中隊310名[31]）
  - 八糎高角砲隊（高角砲4門）
  - 第十七航空隊の分遣隊（水上偵察機4機）
  - 監視艇3隻、漁船5隻
  - 基地設営班
- ウェーク島攻略援護隊（指揮官：第十八戦隊司令官丸茂邦則少将）
  - 第十八戦隊：軽巡洋艦「天龍」、「龍田」
- 航空部隊（指揮官：第二十四航空戦隊司令官後藤英次少将）[注釈 5]
  - 第二十四航空戦隊（千歳海軍航空隊、横浜海軍航空隊、水上機母艦「神威」、「五洲丸」）
  - 特設砲艦「長田丸」

### 戦闘経緯
日本側は当初、航空戦（基地航空隊の陸上攻撃機）でウェーク島の陸上施設を破壊した後、艦船に所属する陸戦隊だけでウェーク島を占領する計画を立てていた。だがウェーク島のアメリカ軍守備隊の兵力が予想よりも多かったため、急遽特別陸戦隊2個中隊を追加した。ウェーク島攻略作戦そのものは、日本艦隊の行動からアメリカ側に警報を与えないため、真珠湾攻撃から3日遅れて実施することになった。
日本軍は1941年（昭和16年）12月8日の開戦と同時に攻撃を開始した。まず5時10分、クェゼリン環礁のルオット島を出発した第24航空戦隊の九六式陸上攻撃機34機がウェーク島へ到達し、高度450メートルで爆撃を開始した。この攻撃は高度3,600メートルを飛行していた4機の F4F 戦闘機を含め、守備隊は日本軍機にまったく気づいていなかった。飛行場と砲台に損害を与え、飛行場に並んでいた8機のF4F 戦闘機は7機が全壊、1機はひどく壊れ、第211海兵戦闘飛行機隊55名のうち23名戦死・11名が負傷した。負傷を免れた整備員は一人もいなかったが、整備員は必死で残存5機の整備と修理をおこなった。
昼過ぎにはウェーク島攻略部隊がクェゼリン環礁を出撃した。
第24航空戦隊は12月9日に千歳海軍航空隊の陸上攻撃機27機で2度目の空襲を敢行。F4F 戦闘機は1機撃墜を記録した。
翌10日にも陸上攻撃機26機で3度目の空襲を敢行したが、対空砲火は熾烈となり、残存の F4F 戦闘機も必死に反撃。陸上攻撃機1機が撃墜（米軍記録2機撃墜）された。ウィルクス島の弾薬庫が爆発し、高射砲一門を破壊したが人的被害は戦死1名負傷者4名だった。
この間、進撃中の攻略部隊は幸先良い戦果報告のみを重視して油断しきっていたが、アメリカ側も残存の F4F 戦闘機を爆弾が懸吊できるよう改装し、即製の戦闘爆撃機に仕立てて攻略部隊を待ち受けた。

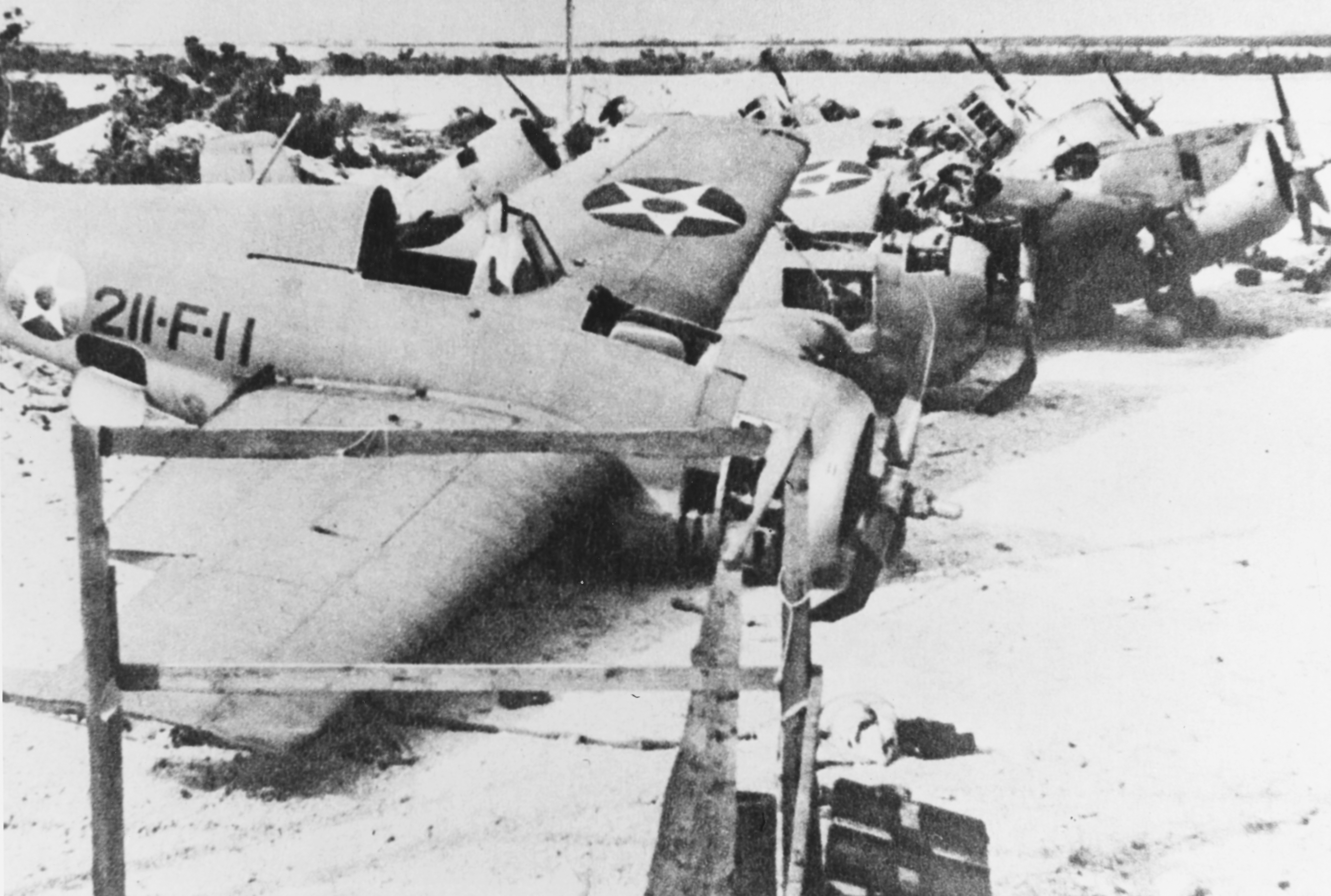
地上撃破されたF4F戦闘機

12月10日夜、呂65号潜水艦（第七潜水戦隊、第27潜水隊）に誘導された攻略部隊はウェーク島沖に到着した。夜闇を利用しての上陸作戦計画である。日本側は上陸隊形を整えたが、その日は波が高く、攻略部隊の各艦は各々適当の地点から舟艇を発進させることとなった。ところが、「金龍丸」と「金剛丸」では陸戦隊を乗せた大発動艇（大発）をおろすのに難航した。ついには大発の破壊や転覆が相次いだ。攻略部隊は上陸を一旦延期し、巡洋艦や駆逐艦は島に接近して艦砲射撃を行うことにした。12月11日、米軍指揮官は日本軍攻略船団を発見、巡洋艦からアウトレンジ砲撃されることを警戒し、ぎりぎりまで射撃をしないよう部下達に厳命した。
3時25分にまず軽巡3隻（夕張、天龍、龍田）が、続いて3時43分に駆逐隊が砲撃を開始した。4時、ウェーク島の砲台が近寄ってきた攻略部隊に対して反撃を開始、ウェーク島の米軍砲台を「叩き潰した」と信じきっていた攻略部隊を驚かせた。まずウェーク島ピーコック岬のA砲台が旗艦「夕張」を砲撃し、「夕張」は煙幕を展開すると南へ避退した。4時3分、ウィルクス島沖で砲撃を行っていた「疾風」（はやて）が轟沈（、砲撃を受けて瞬時に沈没すること）、米軍側はウィルクス島L砲台による戦果と認定している。
ピール島のB砲台は駆逐艦2隻（米軍側は弥生、睦月と記録）と交戦し、2隻は煙幕を展開して避退した。付近には一旦降ろした大発がひしめき合い、艦が密集し身動きが取り辛いところに砲台からの砲弾が次々と降り注ぎ、 F4F 戦闘機は攻撃を繰り返した。砲戦開始から20分も経過しないうちに、梶岡司令官は撤退命令を出した。
攻略部隊は砲台の射程外へ退避したが、日本軍の航空攻撃を警戒して上空に待機していたF4F 戦闘機4機は「用が済んでいなかった」。4機は弾薬と燃料の補給を繰返しながら9回も出撃。F4F 隊は逃走する日本艦隊（夕張、天龍、龍田）を爆撃し、第十八戦隊（天龍、龍田）は機銃掃射で死傷者を出した。5時42分、攻略部隊各艦と共に退避中の「如月」は、ウェーク島ピーコック岬沖地点でF4F 戦闘機に襲撃され、100ポンド（約45キロ）爆弾1発が命中、同艦は爆沈した。F4F 戦闘機はさらに追い討ちをかけ、「金剛丸」を機銃掃射して搭載していたガソリンを炎上させた。各艦（弥生、睦月、望月、追風、哨戒艇32号、哨戒艇33号）も襲撃され、各艦とも死傷者が続出する。海上の状況も依然として悪く、時刻を改めての奇襲上陸の見込みも事実上潰えた。攻略部隊各艦はクェゼリン環礁に退却することとなった。米軍の戦死者1名、負傷者4名、F4F 戦闘機1機が被弾により不時着して全壊となったが、守備隊の戦力は尽きようとしていた。12月13日、日本軍攻略部隊はクェゼリン環礁に帰投した。12月14日、F4F 戦闘機1機は着陸に失敗して飛行不能となった。12月20日、飛行可能なF4F は2機に減少した。

### 第一次攻略戦の反省と対策
第一次攻略戦は日本側の惨敗であった。第四艦隊麾下の第七潜水戦隊司令官大西新蔵少将は「後から見ると随分杜撰な計画だった。航空戦（基地航空隊）の効果に期待を持ちすぎた」と回想している。
再度の出撃までの間、研究会が開かれ第一次攻略戦の反省とその対策が論じられた。「如月」沈没の原因が魚雷等に対する被弾と考えられたので、魚雷と爆雷に断片除けを施した。 また、攻略部隊がたった4機の F4F 戦闘機に翻弄されたことから、より強力な航空兵力が望まれた。他にも、上陸準備に手間取ったため、大発をすばやく降ろせる措置を講じたほか、通信技術の向上も図られた。これらの研究会の最中、梶岡少将は陸戦隊の揚陸について、「最悪の場合は哨戒艇を擱坐させてでも揚陸させる」という腹案を持つようになった。
第二次攻略作戦を実施するにあたり、ウェーク島の米軍航空戦力制圧は至上命題であった。だが南洋部隊の基地航空隊は距離の関係からウェーク島に戦闘機を派遣できず、空母もないため、南洋部隊単独での戦闘機撃滅は不可能だった。第四艦隊参謀長矢野志加三大佐は、ウェーク島の残存機撃滅を連合艦隊司令部に依頼した。
連合艦隊はこれを受け、真珠湾攻撃からの帰途にある第一航空艦隊（司令長官南雲忠一中将、旗艦「赤城」）に対し、ウェーク島攻撃に向かうよう令した。これに対し南雲は一旦トラックに入港して整備を行った上、関係将官と打ち合わせを行ってからウェーク島攻撃に向かう旨通告した。
他、グアム攻略戦を終えた第六戦隊（司令官五藤存知少将、重巡〈青葉、加古、衣笠、古鷹〉）や、駆逐艦2隻（朝凪、夕凪）、特設艦船、特別陸戦隊1個中隊が追加されることとなった。
12月15日、第4艦隊から参謀が派遣され、作戦会議が開かれた。この席上、梶岡少将は非常の際の哨戒艇の用兵についても説明。結果、快諾された。12月17日、第4艦隊より再度のウェーク島攻略命令が出された。18日、19日、20日と詰めの会議が開かれ、偵察も改めて実施された。これを受け、機動部隊に「20日頃にウェーク島を攻撃してもらいたい」との要望が出されたが、そもそも南雲の構想とは違っていた上に燃料の関係もあり、適宜兵力を南洋部隊の指揮下に入れてウェーク島攻撃に協力させ、残りは日本に帰ることとなった。この適宜兵力が、阿部弘毅少将（第八戦隊司令官）指揮下の巡洋艦2隻（利根〈阿部少将旗艦〉、筑摩）、空母2隻（蒼龍〈山口少将旗艦〉、飛龍）、駆逐艦2隻（谷風、浦風）であり、増援兵力は12月16日に機動部隊本隊から分離した。
この頃、呂66号潜水艦と呂62号潜水艦が衝突して呂66号潜水艦が沈没、宇垣連合艦隊参謀長は「同島は少し魔物なり」と記している。

## 第二次攻略戦

### 第二次攻略戦の日本側参加兵力
第二次攻略作戦部隊はウェーク島攻略部隊、ウェーク島攻略増援部隊などからなり、以下のような編制であった。
- ウェーク島攻略部隊（指揮官：第六水雷戦隊司令官梶岡定道少将）
  - 第六水雷戦隊：軽巡洋艦「夕張」、第二十九駆逐隊（駆逐艦「追風」、「朝凪」、「夕凪」）、第三十駆逐隊（駆逐艦「睦月」、「弥生」、「望月」）
  - 「第三十二号哨戒艇」、「第三十三号哨戒艇」
  - 特設巡洋艦「金剛丸」、「金龍丸」
  - 特設水上機母艦「聖川丸、特設敷設艦「天洋丸」
  - 陸戦隊：舞鶴特別陸戦隊の一個中隊（内田中隊約350名[60]）、第六根拠地隊の一個中隊（高野中隊310名[31]）、舞鶴第二特別陸戦隊の一個中隊（板谷中隊309名または310名[61]）
  - 高角砲隊
  - 第十七航空隊の分遣隊（水上偵察機4機）
  - 監視艇3隻
  - 基地設営班
- 航空部隊（指揮官：第二十四航空戦隊司令官後藤英次少将）
  - 第二十四航空戦隊（千歳海軍航空隊、横浜海軍航空隊、水上機母艦「神威」、「五洲丸」）
  - 特設砲艦「長田丸」
- 潜水部隊（指揮官：第七潜水戦隊司令官大西新蔵少将）
  - 第七潜水戦隊：潜水母艦「迅鯨」、第二十六潜水隊（「呂号第六十潜水艦」、「呂号第六十一潜水艦」、「呂号第六十二潜水艦」）、第二十七潜水隊（「呂号第六十五潜水艦」、「呂号第六十六潜水艦」、「呂号第六十七潜水艦」）、第三十三潜水隊（「呂号第六十三潜水艦」、「呂号第六十四潜水艦」、「呂号第六十八潜水艦」）
- ウェーク島攻略援護隊（指揮官：第十八戦隊司令官丸茂邦則少将）
  - 第十八戦隊：軽巡洋艦「天龍」、「龍田」
- ウェーク島攻略増援部隊（指揮官：第八戦隊司令官阿部弘毅少将）
  - 第八戦隊（重巡洋艦「利根」、「筑摩」）
  - 第十七駆逐隊第一小隊[要出典]（駆逐艦「谷風」、「浦風」）
  - 第二航空戦隊（空母「蒼龍」、「飛龍」）
- ウェーク島攻略支援部隊（指揮官：第六戦隊司令官五藤存知少将[要出典]）
  - 第六戦隊（「青葉」、「加古」、「古鷹」、「衣笠」）

### 戦闘経緯

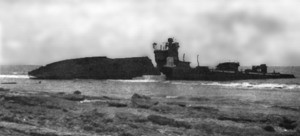
擱坐した第33号哨戒艇

攻略部隊は21日朝4時30分、再度出撃した。同じ頃、南雲機動部隊から分派された第八戦隊司令官阿部弘毅少将（旗艦「利根」）指揮下の第二航空戦隊（司令官山口多聞少将、旗艦「蒼龍」）は南洋部隊指揮官井上成美第四艦隊司令長官の指揮下に入り、ウェーク島西方300海里の地点で空母2隻（蒼龍、飛龍）より戦闘機18機、艦上爆撃機29機、艦上攻撃機2機を発進。ウェーク島に対して空襲を行った。これに呼応して、千歳海軍航空隊の陸上攻撃機27機がウェーク島を空襲した。22日、第二航空戦隊は戦闘機6機、艦上攻撃機33機でウェーク島に対する2回目の空襲を実施。攻撃隊がウェーク島上空に達した時、その上空には F4F 戦闘機2機が待ち伏せていた。 F4F 戦闘機は寡兵ながら攻撃隊に対して奇襲を敢行し、艦上攻撃機2機を撃墜した。このうちの1機は、水平爆撃の名手として知られ、真珠湾攻撃の際に艦攻隊の誘導機を務めた金井昇一等飛行兵曹機であった。直後、 F4F 戦闘機は全て撃墜された。
攻略部隊は順調にウェーク島に接近。22日午後に上陸戦の隊形に占位し、誘導潜水艦を頼りにウェーク島の南岸に接近していった。21時、上陸命令が令され、これと同時に第18戦隊はウェーク島の東岸に移動して陽動作戦を実施した。第六戦隊は洋上に展開して、上陸支援や敵艦隊に備えた。
しかし、この日も海上の状況は悪く、大発を降ろすのに順調さを欠いたため、ついに哨戒艇2隻（第32号、第33号）が海岸に擱座し陸戦隊を上陸させた。
それに続き各艦（金龍丸、睦月、追風）からも陸戦隊が大発でウェーク島南岸とウィルクス島に上陸した。上陸した陸戦隊のうち、舞鶴特陸一個中隊の本隊は砲台と機銃陣地の真正面に上陸し、猛烈な反撃を受けて中隊長が戦死した。第6根拠地隊一個中隊はウィルクス島に上陸。これまた猛烈な反撃を受け、小隊全滅等の損害を出した。舞鶴第二特陸一個中隊も負傷者が続出。凄まじい彼我の銃火の応酬により、23日になっても戦線はこう着状態となった。日本軍と米軍がいりくんで戦ったため、洋上の日本艦隊は艦砲射撃もできなくなった。

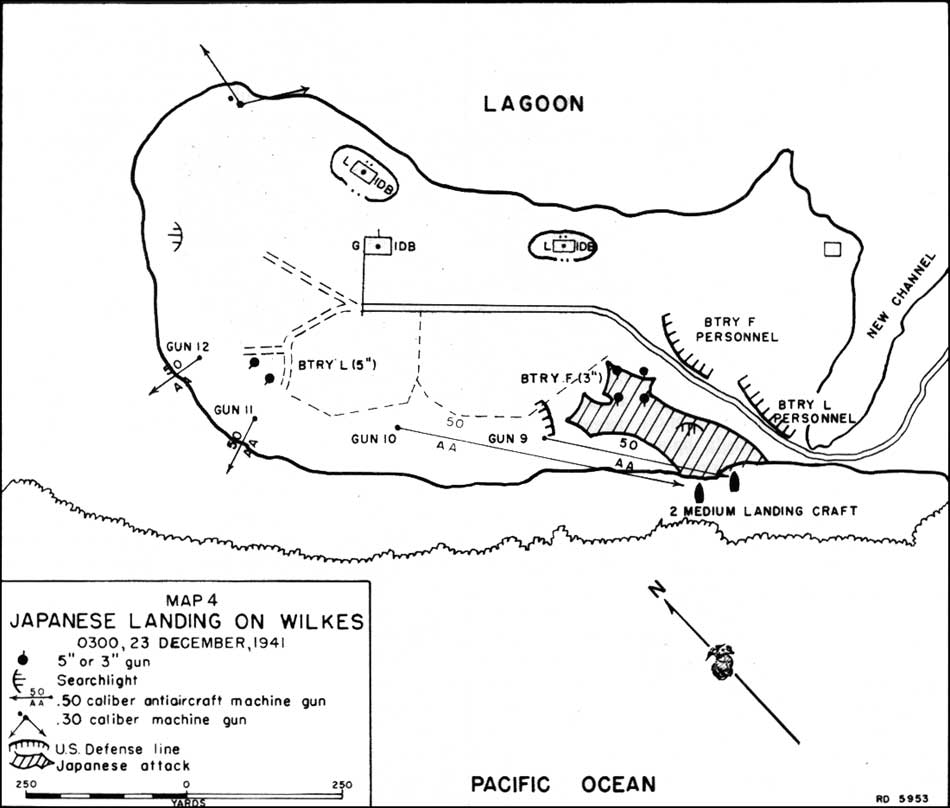
1941年12月23日、ウィルクス島への上陸

戦況が一気に日本側に傾いたのは、舞鶴特陸一個中隊のうちの決死隊の働きによるものである。決死隊は反撃をかわしてアメリカ軍捕虜を道案内として進撃中、飛行場近辺で海兵隊指揮官ジェームズ・デベル少佐を捕虜とした。さらに進撃すると、ジープに乗った将校を発見。尋問の結果、将校はウェーク島守備隊指揮官ウィンフィールド・カニンガム中佐だった。決死隊はカニンガム中佐を捕虜としてジープに乗せ、白旗を掲げて戦線を回らせ降伏を呼びかけさせた。この結果、7時45分ごろにはウェーク島からの砲声は途絶え、四方の状況からアメリカ軍守備隊の降伏と判断された。残敵掃討後の12月23日10時40分、日本軍はウェーク島の完全攻略を宣言、通報した。これをもって第二航空戦隊・第八戦隊は南洋部隊（第四艦隊）の指揮下を離れた。12月29日、6隻（利根、筑摩、蒼龍、飛龍、浦風、谷風）は呉に到着した。

## 日本軍占領後の処置

### 陸戦隊の派遣
占領が確認されると、攻略部隊は追加の陸戦隊と医療班を上陸させて処理に当たらせ、水上機隊や飛行艇の基地を整備した。また、アメリカ軍の捕虜を飛行場に集めて座らせようとしたが、捕虜たちはそれを拒否して座ろうとしなかった。わけを聞くと、第一次攻略戦の第一回空襲の後、守備隊は日本の空挺部隊の来襲を恐れて大急ぎで飛行場に地雷を埋設した。「その上に座らせるのは、座らせてから地雷で吹っ飛ばそうと企てているのでないか?」と勘繰ったためであった。また、ブルドーザー1両とクレーン2基も鹵獲し、これらは後にウェーク島の防御陣地構築に使用されることとなる。
当面の警備兵力には当初、攻略部隊をそのまま充てたが、現地の要望により改めて警備部隊の派遣が要請されることとなった。これを受け、上海海軍特別陸戦隊から一個大隊がウェーク島に派遣されることとなり、大隊は12月27日に輸送船新田丸（日本郵船、17,150トン）に乗船し、途中対潜行動をとった上で1942年1月12日にウェーク島に到着。大隊は第65警備隊としてウェーク島の防衛にあたることとなり、これと入れ替わるように攻略部隊は暫時引き揚げていった。
その後、日本はこの島を直轄地としてウェーク本島を「大鳥島」、ピール島を「羽島」、ウィルクス島を「足島」、ピーコック岬を「首崎」と命名し統治を行った。ウェーク島本島には北側に中攻掩体、南西には戦闘機掩体及び燃料置場、飛行場の南東には兵舎地区が設けられた。

### 捕虜の取り扱い

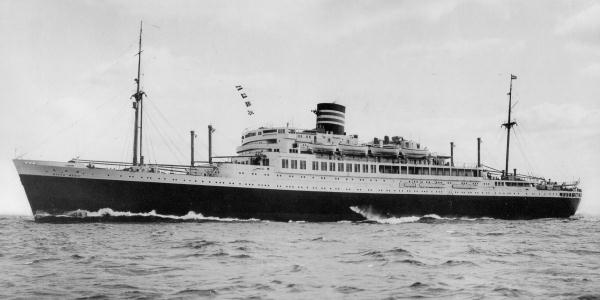
新田丸

ウェーク島の捕虜のうち、技術者を除いた約1,200名のアメリカ軍の捕虜が、1942年1月陸戦隊を輸送してきた新田丸で上海に送られることとなったが、その途上で事件が起こった。
船内は厳しい規律と潜水艦の攻撃への不安から異様な雰囲気に包まれた。そんな最中、1人のアメリカ軍の捕虜が警備兵（呉海兵団から派遣）の銃を奪取しようとする企てを起こし、同じようなことが複数回あった。なおこれは戦時国際法で降伏した捕虜として禁止されている行為である。
横浜港へ入港し途中経過を軍令部に報告した際、「規律に則って処分せよ」と命令が出た。そこで、新田丸が九州近海にさしかかった際に警備兵によって5名の反乱を起こそうとした捕虜が船長及び指導者の簡易裁判の上で死刑となり、遺体は水葬した。
戦後、GHQによってこの事件が調べられ、この事件の関係者で戦後まで生き残っていた斎藤利夫少佐を戦犯として取調べた。最初は嫌疑なしとして釈放したものの、処分を命じた当事者が戦死しており、責任者が不在であることは適当ではないということになり斎藤を処罰することとなった。これを察知した斎藤は1953年2月まで逃避行を続けた。また、新田丸関係者も高級幹部が亡くなっていたので機関長と船医が聴取された。
実際のところ、1941年12月26日に呉鎮守府司令長官豊田副武大将から斎藤に捕虜の取扱に関する命令が出されており、その中に「必要アルトキハ武力ヲ行使スルコトヲ得」とあり、武力行使に関しては斎藤にある程度の権限が与えられていたとも考えられる。そのほか、斎藤には新田丸が不測の事態に陥った際には、船長に代わって新田丸の指揮を執る権限も与えられていた。
ウェーク島に残留した捕虜は技術者約500名だった。このうち、1942年5月に病人約100名を、1942年11月に約300名を日本に移送した。
捕虜は、中国、朝鮮半島、日本各地にあった捕虜収容所に分散して収容された。佐世保鎮守府があった佐世保市の近くでは、福岡俘虜収容所第18分所に請負労働者だった約265名（251名という説もあり）が1942年10月に収容され、海軍による相当ダム建設に従事させられた。ウェーク島に残された捕虜は約100名となった。

## アメリカ軍のウェーク島占領前後の動き
ウェーク島の戦い前後、アメリカ海軍の動きとしては、ウェーク島への戦闘機輸送の帰途にあったエンタープライズ、およびミッドウェー島への戦闘機輸送に任じていたレキシントン (USS Lexington, CV-2) がそれぞれハワイ西方洋上とミッドウェー島南東洋上にあり、サラトガ (USS Saratoga, CV-3) がウェーク島への戦闘機輸送の第二陣として真珠湾に向かっていた。サラトガにフランク・J・フレッチャー中将が座乗して第14任務部隊を編成、ウェーク島救援にあたることとなった。
これに呼応し、エンタープライズ基幹の第8任務部隊（ウィリアム・ハルゼー中将）は遊軍として哨戒と支援を行い、レキシントン基幹の第11任務部隊（ウィルソン・ブラウン中将）は牽制攻撃のためジャルート環礁目指して12月14日出撃した。第11任務部隊は、日本軍のブタリタリ、マキン島占領に伴いマキン島奇襲に矛先を変え、さらに太平洋艦隊司令長官代理ウィリアム・パイ中将の命令により第14任務部隊の支援に回ることになった。
パイ中将はウェーク島の取り扱いの方針について海軍作戦部長ハロルド・スターク大将と合衆国艦隊司令長官アーネスト・キング大将に伺いを立てたところ、ウェーク島守備隊の士気を考慮したものの、「兵力の増強より撤退すべきだ」と指示された。こうして、ウェーク島救援の動きは一気に終息に向かった。ウェーク島救援の本隊である第14任務部隊はもともと寄せ集め部隊で練度も十分でなく、12月23日の時点でウェーク島の北東約683キロ地点に達していたが、占領の報と相前後して引き返していった。
1942年に入ると、アメリカ軍は手持ちの空母を活用し、南方作戦の牽制を狙ってウェーク島、マーシャル諸島への奇襲作戦に打って出た。第11任務部隊はウェーク島へ、第8任務部隊と新配備のヨークタウン (USS Yorktown, CV-5) 基幹の第17任務部隊（フレッチャー中将）はサモアへの輸送任務終了後にマーシャル諸島へそれぞれ向かったが、第11任務部隊は1月23日に出撃した直後、随伴の給油艦ナチェス (USS Neches, AO–5) が伊72に撃沈され、燃料不足が懸念されたことと代わりのタンカーがいなかったこともあって、第11任務部隊のウェーク島への奇襲作戦は中止された。
2月14日、マーシャル奇襲から戻ったエンタープライズは引き続きハルゼー中将に率いられ、レイモンド・スプルーアンス少将率いる重巡洋艦ノーザンプトン (USS Northampton, CA-26) 、ソルトレイクシティ (USS Salt Lake City, CA-25) 、駆逐艦6隻と組んで第16任務部隊を編成し、真珠湾からウェーク島空襲に向かった。2月24日早朝、第16任務部隊は、まずノーザンプトンとソルトレイクシティ、駆逐艦2隻がウェーク島の陸上施設に対して艦砲射撃を行い、次いで艦載機がウェーク島の陸上施設に対して爆撃と機銃掃射を行ったが、いずれも味方捕虜がいると思われた兵舎は目標から外された。第16任務部隊は3月4日に南鳥島を奇襲して、何ら反撃を受けることもなく真珠湾に帰投した。

## 1942年以降のウェーク島の戦況

### 1942年後半 - 1943年
日本軍は中部太平洋方面の防衛強化のため、陸軍部隊をこの方面に派遣することとなった。このうち、ウェーク島には山県栗花生少将の独立混成第21旅団のうち歩兵第170連隊第2大隊をウェーク島に、主力をグアムに移動することとなった。大隊は10月3日にウェーク島に到着して第65警備隊の指揮下に入った。この時点でのウェーク島の防御陣地は退避壕や申し訳程度の陣地しかなかったが、大隊到着後に、先述した鹵獲ブルドーザーやクレーンなどを活用して、2年近くかけて強固な陣地を構築した。1942年12月10日付で、第65警備隊司令に酒井原繁松大佐が着任し、以後終戦までウェーク島で指揮を執ることとなる。
1943年に入り、歩兵第170連隊第2大隊を基幹に南海第3守備隊が編成され、増強部隊も送られることとなった。このうち、砲兵中隊と速射砲部隊が7月27日に到着し、次いでラバウルから戦車部隊と歩兵部隊もウェーク島に移動することとなった。しかし、ラバウルからの部隊はアメリカ軍の攻撃により打撃を受け、残った部隊は態勢を立て直した上で9月5日にウェーク島に到着した。
一方のアメリカ軍も、緒戦期の機動部隊の奇襲以降も断続的にウェーク島に対して定期的に爆撃を行った。1943年に入ると、1月26日と5月16日、7月8日、7月25日および7月27日に、ミッドウェー島からのB-24が爆撃を行った。のちの第41代大統領ジョージ・H・W・ブッシュは、パイロットとしてウェーク島を攻撃したことがある。

#### 南鳥島及びウェーク島への空襲（1943年9月 - 10月）
1943年中番以降からはエセックス級航空母艦が次々と真珠湾に到着した。空母エセックス (USS Essex, CV-9) 、ヨークタウン (USS Yorktown, CV-10) およびインディペンデンス (USS Independence, CVL-22) の三隻は第15任務部隊（パウナル少将）を構成し、南鳥島攻撃のための二週間に及ぶ訓練演習を共に行った。第15任務部隊による南鳥島攻撃は1943年9月1日に行われ、島の施設の70パーセント以上が破壊された。この攻撃は、エセックス航空母艦の初陣であると同時に、新採用の機動部隊戦術の実際の運用と試験、訓練を兼ねていた。1943年9月18日-20日にはレキシントン、プリンストン、ベロー・ウッドがギルバート諸島とナウルへの空襲を行った。

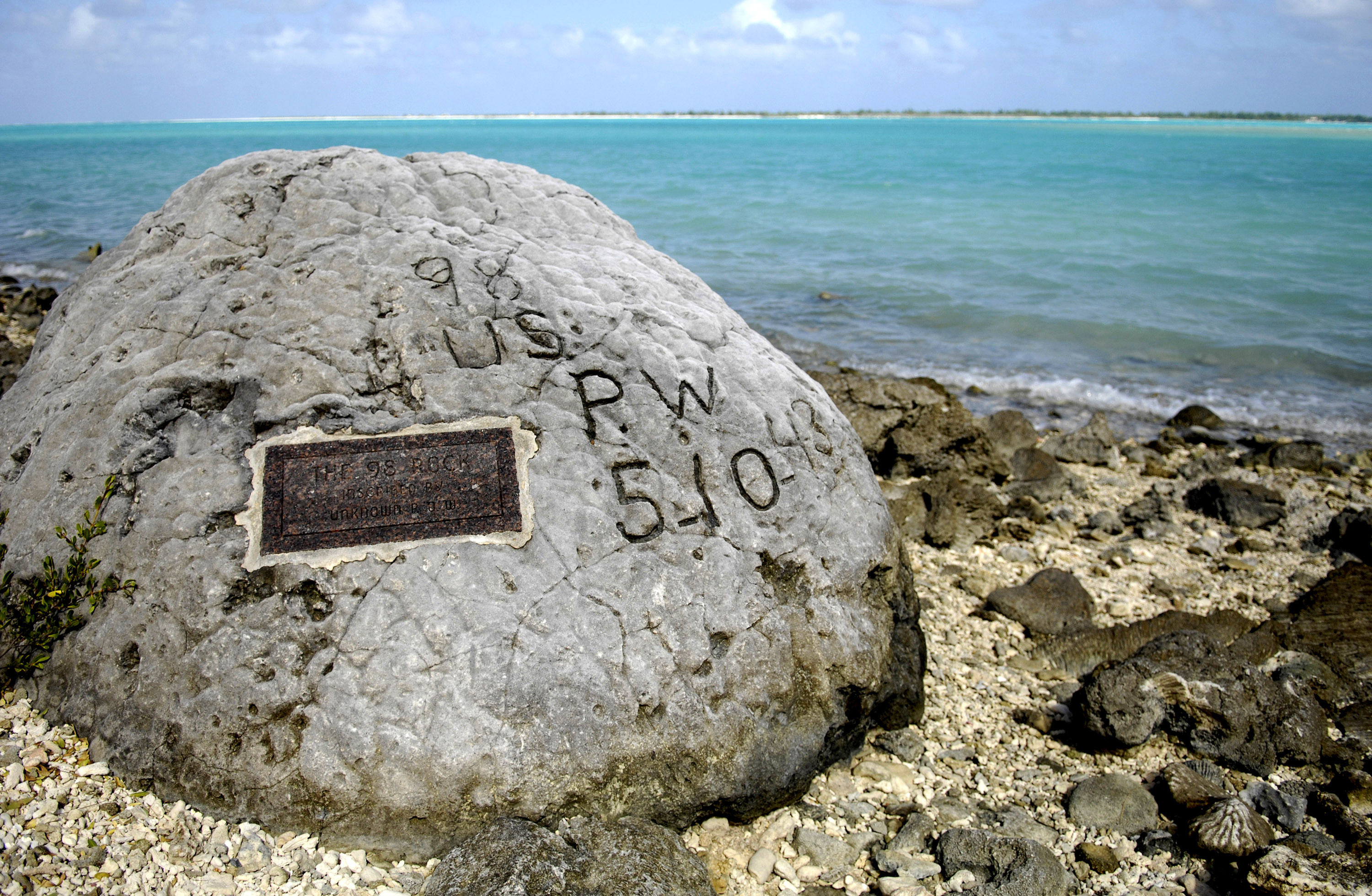
"98 US PW 5-10-43" と彫られた岩

1943年10月6日と7日、アルフレッド・E・モントゴメリー少将指揮のアメリカ第14任務部隊（空母エセックス (USS Essex, CV-9) 、ヨークタウン (USS Yorktown, CV-10) 、レキシントン (USS Lexington, CV-16) 、インディペンデンス (USS Independence, CVL-22) 、ベロー・ウッド (USS Beleau Wood, CVL-24) 、カウペンス (USS Cowpens, CVL-25) 基幹）がウェーク島に対して合計738機を繰り出して空襲を行い、また重巡洋艦によって艦砲射撃を実施した。これらの攻撃は日本軍に大きな損害を与えた。
この攻撃により、備蓄してあった食糧の大半が焼失し、以後のウェーク島防衛に大きな影響を与えることとなった。一連の攻撃の後、酒井原はウェーク島に残してあったアメリカ人捕虜98名を島の北部に集め、機関銃で虐殺した。1名のアメリカ人が隙を突いて脱走し、岩に "98 US PW 5-10-43" というメッセージを彫ったが、彼もまた捕らえられて斬首された。
大本営は、ウェーク島・マーシャル諸島にアメリカ軍の攻略部隊が襲来するおそれが強いとして、連合艦隊に迎撃を指示した。連合艦隊は10月17日に第三艦隊など戦艦大和、長門、空母翔鶴、瑞鶴、瑞鳳からなる艦隊をウェーク島・マーシャル諸島方面へ出撃させたが、アメリカ艦隊は出現せずに完全な空振りに終わり、26日にトラック島へ帰投した。これら二つの出動の結果、前進基地であるトラック泊地の重油備蓄は底をつき、大規模な艦隊活動は不可能な状態に陥ってしまった。

### 1944年
機動部隊の攻撃後、ウェーク島に更なる部隊が送られた。第一陣として、独立混成第五連隊第一大隊と戦車第十六連隊主力が特設巡洋艦「赤城丸」で1943年12月24日に宇品からウェーク島へ向かい、1944年1月1日に到着した。続いて砲兵大隊と工兵隊、衛生隊を中心とした第二陣も「赤城丸」でウェーク島に輸送されるはずであったが、その途中の1月16日に豊後水道で「赤城丸」を護衛していた駆逐艦「涼月」がアメリカ潜水艦「スタージョン」の雷撃で大破し、輸送作戦が中止された。第二陣を乗せた「赤城丸」は改めて出撃し、2月1日にトラックに到着。しかし、クェゼリン環礁の陥落によりこれ以上の前進が困難となり、ウェーク島に向かう予定だった第二陣はポナペ島防衛に転用されることとなった。
1944年5月22日、ウェーク島の在陸軍部隊は再編成により独立混成第13連隊となり、第31軍の直轄部隊となった。しかし、この頃からウェーク島の防備部隊を飢餓と栄養失調の影が覆い始めた。独立混成第5連隊と戦車第16連隊主力は3か月分の食糧を携行してウェーク島に進出したが、その食糧は4月末頃には消耗し、また毎月1回の割合で行われていた補給も、同時期にほぼ途絶した。悪いことに、5月24日にはモントゴメリー率いるアメリカ第58.3任務群がウェーク島を攻撃し、医薬品の大半を喪失。ウェーク島防備部隊は食糧と衛生の面でさらなる苦境に陥ることとなった。
防備部隊は減食を行う一方で、食糧の育成が難しい条件をしのんで潅木の枯葉を埋めた土壌作りを行って農園作りを行ったり、特設監視艇などを活用した漁業を行ったものの、飢餓による体力減退等により、漁業は規模を縮小せざるを得なかった。また、ウェーククイナを絶滅するまで食べつくし、海燕の卵を採取して食糧としたり、潅木の葉で草餅を作るということも行われた。9月に入り潜水艦による食糧補給が行われるようになり、その時のみは一時的に栄養失調で戦病死する者が減った。また、潜水艦から映画『絹代の恋』のフィルムが持ち込まれ、米軍から奪った映写機を使用し上映会が行われた。そんな中、9月4日には苦境のウェーク島をアレン・E・スミス少将の第12.5任務群が攻撃した。また、陸軍部隊の栄養失調による戦病死者は9月だけでに145名に達した。

### 1945年
1945年に入り、防備部隊が口に出来る食糧は、潜水艦が輸送してくれる缶詰肉20グラムと調味品10グラムに激減し、3月10日に海軍部隊、3月25日に陸軍部隊がそれぞれ1日2食制となった。それでも3月末には隠匿食糧が発見されるという出来事があり、4月にはハクサイやコマツナの収穫があった。しかし、4月18日に5度目の潜水艦による補給があった後はしばらく補給が途絶した。
ウェーク島は硫黄島、沖縄の各戦いにも関係はしなかったが、それでも気まぐれのように攻撃を受けた。6月20日、ウェーク島にトラック行きの彩雲が到着したのに呼応したかのようにラルフ・E・ジェニングス少将率いる第12.4任務群の攻撃があり、任務群は新型の白燐爆弾で攻撃した。この攻撃の後、6月22日から27日までは1日1回37グラムの主食とわずかな鰹節しか配給されず、攻撃の影響も含め6月の栄養失調による戦病死者は陸海軍部隊合わせて264名に達した。部隊平均体重も41キロに減少し、最低では28キロしかなかった者もいた。この頃には陸海軍部隊全員が栄養失調状態となり、歩行や簡単な作業すら難しくなっていた。この状況は、6月27日に6度目の潜水艦補給が行われるまで続いた。
7月、病院船高砂丸（大阪商船、9,347トン）が船倉に食糧を搭載してウェーク島に向かったが、ウェーク島到着前日にアメリカ駆逐艦マリー (USS Murray, DD-576) の臨検を受け、食糧にチェックが入った。これにより、食糧の陸揚げが出来なくなり、7月4日にウェーク島に入泊した高砂丸は患者輸送しか行えなかった。その患者を乗せる際にも上空からの監視があり、出港後にもまた臨検された。高砂丸は1,000名もの栄養失調患者と戦傷者を輸送したが、船内で戦病死した栄養失調の患者が36名も出るほど痛ましい有様であった。
8月1日には沖縄に向かう途中のアメリカ戦艦ペンシルベニア (USS Pennsylvania, BB-38) 、駆逐艦の艦砲射撃および空襲を受けたが、日本側も反撃してペンシルベニアに損傷を与えた。一週間後の8月8日にも戦艦ニュージャージー (USS New Jersey, BB-62) 、軽巡洋艦ビロクシー (USS Biloxi, CL-80) 、駆逐艦および艦載機の攻撃を受けた。一連の攻撃で、海軍部隊の残存火砲は高角砲1基とわずかな機銃しか残らなかった。

### 終戦
8月15日、日本は降伏。ウェーク島守備部隊は翌16日夜に終戦を確認し、9月4日に残存していたウェーク島守備部隊はアメリカ海兵隊に降伏した。

### 降伏調印
1945年9月4日,アメリカ駆逐艦 レヴィ (USS Levy, DE-162)の船上で多数のアメリカ兵、報道カメラマン、ジャーナリストがいる中で降伏調印が行われた。日本側は酒井原繁松 第65警備隊司令、近森重治陸軍大佐（連隊長）、吉水正雄陸軍少佐（連隊副長）橘壮一海軍少佐（副長）、中里久夫海軍主計大尉などが出席、アメリカ側　ローソン・H・M・サンダーソン海兵隊准将などが出席した。

### 復員
守備部隊はアメリカ軍から食糧を得て体力の回復に努め、アメリカ軍施設建設等に協力した後、10月5日に復員第一陣700名が病院船「橘丸」（東海汽船、1,772トン）で復員。次いで11月に第二陣が復員し、11月17日までに陸軍部隊1,093名、海軍部隊897名が復員した。1944年4月から5月の時点では陸海軍部隊合わせて4,000名近くを擁していたウェーク島守備部隊は、終戦までに栄養失調による戦病死者1,340名（陸軍834名、海軍506名）、戦死者291名（陸軍87名、海軍204名）を出した。

### 戦争犯罪
守備部隊最高司令官だった酒井原は、戦犯容疑により関係者17名とともにウェーク島に残された。やがて酒井原は、1943年10月の捕虜虐殺の罪によりグアムで戦犯裁判を受け死刑判決が下され、1947年6月に刑が執行された。

## 戦いの総括
ウェーク島の戦いは目的こそ果たしたものの、連戦連勝に沸き立つ緒戦期の中でも一番の苦しい戦いだった。人的損害も、アメリカ軍の戦死者122名に対し、日本軍の戦死者は少なくとも469名にも及んだ。艦艇は、駆逐艦2隻と哨戒艇2隻を喪失した。寡兵ながら攻略部隊を大いに翻弄したアメリカ側の戦いぶりは特筆される。第二次攻略戦における金井昇一等飛行兵曹の戦死は大いに惜しまれ、蒼龍では金井の戦死によって重苦しい空気に包まれた。山口は折に触れ源田実中佐に「金井を殺すようだったら、あのとき彼を飛ばさなければよかった」とこぼしていた。
田村俊夫や碇義朗は、「ウェーク島の戦いでの失敗や苦闘は、この戦争の前途を暗示するものであった」とし、石橋孝夫は1942年2月のウェーク島（およびマーシャル方面）への反撃を「戦果的に目ぼしいものはなかった」とした上で「将来への警鐘を含んでいた」とした。

## 戦後
1953年1月、ウェーク島に、南方遺骨収集慰霊船日本丸から吉田茂首相の碑銘が記入された二尺四寸（約72.7センチメートル）の自然石でできた慰霊碑が持ち込まれた。この慰霊碑は後日劣化したため、1958年にウェーキ島戦没者慰霊碑再建後援会の手で再建された。この慰霊碑もアメリカ軍通信設備が立ち並ぶようになったため、1966年12月29日にアメリカ軍戦没者記念塔の横に移設、新たに岸信介首相の手で「太平洋の波永遠に静かなれ」の碑銘が記入された。
また、同島在住の日系2世ラリー吉村が世話役となり、靖国神社が設計した鳥居が持ち込まれ、アメリカ空軍のクック大佐始め20人のアメリカ人が建設に協力した。1969年には日米遺族が慰霊に訪れ、その様子は名古屋テレビで放送された。名古屋テレビ、朝日新聞社が記録した8ミリカラーフィルム、カラー写真500枚は東京、名古屋、大阪、京都、福岡等20か所で公開され、観覧者の関心を集めた。
1996年、アメリカ戦友会報でこの戦いに従軍した関尾重芳軍医少尉が負傷したアメリカ軍捕虜の治療をしていたことが紹介された。捕虜のエドウィン・ボーンと共に患者や薬を運んだ他、捕虜から腕時計を取り上げる日本兵に注意したり、上官に隠れて衣服やたばこ、パンなどを与えていたという。関尾の健在を知ったボーンと元捕虜数人がアメリカ海兵隊に感謝状を贈るよう働き掛け、2000年8月19日にルイジアナ州ニューオリンズ市近郊で授与式が実現した。腰痛で渡米できなかった関尾の代わりに二人の医学生の孫が感謝状とメダルを受け取っている。
相当ダム（現：佐世保市上柚木町）建設中に亡くなったアメリカ人捕虜53名(ウェーク島で働いていた一般労働者)と日本人労働者14名の慰霊祭が毎年5月に開催されている。アメリカ海軍佐世保基地の下士官協会や退役軍人主催により日本人関係者とともに相当ダム敷地内にある慰霊塔前で追悼式が開催されている。

## ウェーク島の戦いを題材とした作品

### 文学
- 前島白皃（まえじま はくぼう） (1982). 大鳥島戦記. 国文社

### 映画
- ウェーク島攻防戦（英語版） 1942年

### 写真
- アメリカの写真家・ドキュメンタリー写真家・フォトジャーナリストであり、第2次世界大戦時、 LIFEの専属カメラマンだったエリオット・エリソフォン（英語版）は、ウェーク島降伏調印に取材カメラマンのひとりとして参加した。

そして、降伏調印をカラー写真撮影した。また、モノクロ写真でウェーク島の日本兵やアメリカ捕虜の墓碑などを撮影した。

### TVドキュメンタリー
- WWII Battle of Wake Island - Alamo of the Pacific –YouTube

### ゲーム
- Wake Iland Battlefield 3
- Wake Iland Battlefield V